# گرامبک
گرامبک (به آلمانی: Grambek) یک شهر در آلمان است که در هرتسوگتوم لاونبورگ واقع شده‌است.
 گرامبک  ۴۰۹ نفر جمعیت دارد.